# Słowikówka
Słowikówka (Icteria virens) – gatunek małego ptaka z rodziny słowikówek (Icteriidae), której jest jedynym przedstawicielem. Tradycyjnie uznawany był za nietypowego przedstawiciela rodziny lasówek (Parulidae) lub też zaliczano go do rodziny kacykowatych (Icteridae). W 2013 roku Barker i współpracownicy zaproponowali umieszczenie tego taksonu w monotypowej rodzinie Icteriidae.

## Systematyka
Wyróżnia się dwa podgatunki I. virens:
- I. virens auricollis – południowo-zachodnia Kanada, zachodnie USA i północno-zachodni Meksyk. Zimuje głównie w Meksyku i Gwatemali.
- I. virens virens – południowo-wschodnia Kanada i wschodnie USA do północno-wschodniego Meksyku. Zimuje głównie na obszarze od wschodniego Meksyku do Panamy.

Proponowane podgatunki longicauda i tropicalis uznano za synonimy I. virens auricollis, a takson danotia za synonim podgatunku nominatywnego.

## Morfologia
Długość ciała 18–19 cm, masa ciała 20,2–33,8 g. Czarny kantarek kontrastuje z białymi „okularami”, brwią i wąsami. Dziób duży, silny, czarny. Wierzch ciała oliwkowoszary. Ogon długi. Podbródek, gardło oraz pierś jaskrawożółte; brzuch i pokrywy podogonowe białe. Obie płci są podobne. Młode ptaki z wierzchu brązowe lub szarooliwkowe, brakuje żółtego na spodzie ciała. Gardło oraz pierś w plamki.

## Zasięg, środowisko
Zadrzewienia o gęstym podszycie i zarośla na nizinnych i wilgotnych terenach w środkowej oraz południowej części Ameryki Północnej. Zimę spędza w Meksyku i Ameryce Centralnej. Niektóre osobniki zimują na południu USA, zwłaszcza w południowej Florydzie.

## Ekologia i zachowanie
Żywi się głównie owadami i innymi bezkręgowcami. Zjada także jagody, dzikie winogrona i inne owoce, zwłaszcza jesienią. Żeruje i śpiewa ukryty w krzakach.
Gniazdo budowane jest na wysokości 0,3–1,7 m w gęstym krzewie lub na niskim drzewie. Samica składa 3–5 jaj, rzadko 6. Ich inkubacja trwa 10,5–12 dni.

## Status
Międzynarodowa Unia Ochrony Przyrody (IUCN) uznaje słowikówkę za gatunek najmniejszej troski (LC – least concern) nieprzerwanie od 1988 (stan w 2025). W 2019 organizacja Partners in Flight szacowała liczebność światowej populacji na około 17 milionów dorosłych osobników. W tym samym roku trend liczebności populacji oceniano jako umiarkowanie spadkowy.